# 북서주
북서주(北徐州)는 남북조 시대 안후이성, 장쑤성일대에서 설치된 주를 일컫는다. 

## 동진의 북서주
비수대전에서 전진을 대파한 동진은 북벌을 실시하여 회수이북지방을 점령했다. 동진은 411년(진 안제 의희 7년), 팽성, 하비, 동해, 낭야 등과 같이 과거 서주에 속했던 회수 이북 지방의 군현에 북서주를 두었다. 이렇게 신설된 북서주는 421년(유송 무제 영초 2년) 서주로 개명되면서 폐지되었다.

## 유송의 북서주
473년(유송 후폐제 원휘 원년) 남연주의 종리군, 예주의 마두군, 진군, 신창군이 북서주로 분리되었다. 중심지는 종리(鍾離, 현재의 안후이성 추저우시 펑양현 임회관진(臨淮關鎭))에 두었다. 이 북서주는 남제시기 유지되었다. 483년(남제 무제 영명 원년) 북초군(北譙郡), 양군(梁郡), 위군(魏郡), 양평군(陽平郡), 팽성군(彭城郡)의 5개군이 폐지되었다. 남제시기 5군을 통치했다. 549년(동위 효정제 무정 7년)이 북서주는 초주(楚州)로 개명되었다.
종리군(鍾離郡) · 마두군(馬頭郡) · 제음군(濟陰郡) · 신창군(新昌郡) · 패군(沛郡)

## 북위의 북서주
529년(북위 효장제 영안 2년) 서주, 연주사이에서 북서주가 설치되었다. 이 북서주는 동위시기 기준으로 2군 5현 14,781호 40,125명을 통치했다.577년(북주 무제 건덕 6년) 북주가 북제를 점령하면서 북주의 땅으로 편입되었고, 1년 후인 578년(북주 무제 선정 원년) 기주(沂州)로 개명되었다.
동태산군(東泰山郡) · 낭야군(琅邪郡)